# Alain Kassanda
Alain Kassanda est un cinéaste, réalisateur congolais, né à Kinshasa, fondateur d'Ajímatí Films. Il est connu pour ses films documentaires Trouble Sleep (2020), Colette & Justin (2022) et Coconut Head Generation (2023).

## Début
Né à Kinshasa, Alain Kassanda quitte la République démocratique du Congo pour la France à l'âge de 13 ans. Après des études de communication, il commence à organiser des projections de films dans des salles parisiennes en 2003 sur des sujets politiques liés à l'Afrique. Il est programmateur de films pour la salle de cinéma Les 39 Marches à Sevran, près de Paris, pendant cinq ans. Il est aussi slammeur dans le groupe Chant d'encre. En tant qu'Apkass, il sort un album 'En marchant vers le soleil en 2008' et un livre-disque 'Mais il arrive que la nuit tombe à l'improviste' en 2015. Il s'installe à Ibadan au Nigéria en 2015, où il tourne son premier moyen métrage.

## Carrière et récompenses
Les œuvres d'Alain Kassanda ont été projetées dans des festivals de cinéma, notamment le Festival international du film documentaire d'Amsterdam (IDFA), le Festival international du film et de la formation sur les droits de l'homme (FIFDH Genève ), le Festival du film africain de New York, le Festival international du film Jean Rouch de Paris, les États généraux du film documentaire de Lussas, l'Afrika Film Festival de Cologne, le Festival du cinéma africain (FCAT), le festival Biografilms de Bologne, l'Open City Documentary Festival de Londres, l'Université de Columbia, le Festival du film de la Maison Française, entre autres ,,.
La première œuvre d'Alain Kassanda, Trouble Sleep, a reçu la Colombe d'or du meilleur court métrage au festival international du film documentaire et d'animation DOK Leipzig en 2020 et la mention spéciale du jury au Cinéma du Réel ,,. Le film a été projeté lors de la série de films sur l'urbanisme au Massachusetts Institute of Technology en octobre 2022 .
Au FIFDH Genève 2023, le deuxième travail et premier long métrage d'Alain Kassanda, Colette et Justin (2022), qui rappelle l'expérience de ses grands-parents du colonialisme belge et des luttes nationalistes pour l'indépendance du Congo, remporte le prix Gilda Vieira De Mello dans la compétition du documentaire de création,,. Le film a été présenté en première à l'IDFA et a été nommé pour le prix IDFA du meilleur premier long métrage et le prix Beeld en Geluid IDFA ReFrame. Le film a également reçu la mention spéciale du jury du Biografilms. En septembre 2023, Colette & Justin est annoncé comme lauréat du Prix du film 2023 de l'Association des études africaines et est projeté lors de la conférence annuelle de l'association .
Le film d'Alain Kassanda, Coconut Head Generation (2023), sur l’histoire d’un ciné-club à l’université d’Ibadan, est sélectionné pour les New Directors/New Films au Lincoln Center et au Museum of Modern Art. Au Cinéma du Réel 2023, le film remporte le Grand Prix et la Mention Spéciale du Prix Clarens pour le cinéma documentaire humaniste ,,. Il sort au cinéma en France le 23 octobre 2024.